# Aspidosperma quebracho-blanco

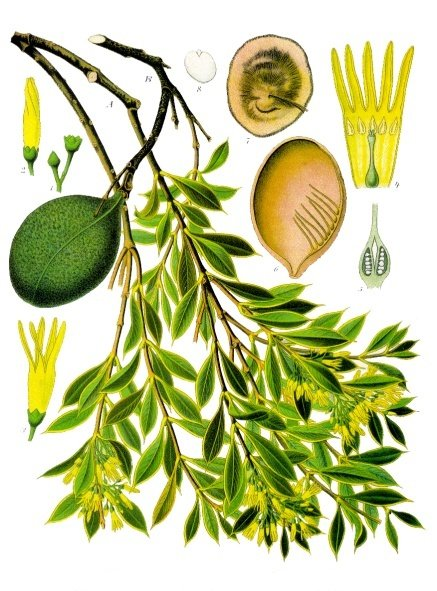
Quebracho-blanco (Aspidosperma quebracho-blanco), Illustration aus Köhler’s Medizinal-Pflanzen

Der Quebrachobaum (Aspidosperma quebracho-blanco) ist eine Pflanzenart aus der Gattung Aspidosperma in der Familie der Hundsgiftgewächse (Apocynaceae). Sie bildet im Innern Nord-Argentiniens, in der Provinz Catamarca, ausgedehnte Wälder.

## Namensherkunft
Das Artepitheton quebracho-blanco ist spanischer Herkunft. Das Wort quebracho setzt sich aus dem Verb quebrar mit der Bedeutung brechen, zur Seite biegen und dem Substantiv hacha für Axt, Beil zusammen; das Wort blanco bedeutet weiß. Dieser Name bezieht sich auf das helle, sehr harte und schwer spaltbare Holz der Art.

## Beschreibung
Aspidosperma quebracho-blanco ist ein mittelhoher Baum der bis etwa 15 Meter hoch wird. Sie besitzt einen geraden, starken Stamm, eine mäßige Krone und herabhängende Zweige. Die dicke, raue Borke ist gräulich und würfelrissig. Der Stamm führt einen reizenden Milchsaft.
Die fast gegenständig bis scheinwirtelig angeordneten und kurz gestielten Laubblätter sind eiförmig oder elliptisch bis lanzettlich bis verkehrt-eiförmig, ganzrandig und etwas lederig, sowie stachelspitzig.
Es werden kurze, end- oder achselständige, gestielte, zymöse, mehr oder weniger fein behaarte bis schuppige Blütenstände gebildet. Die duftenden, kurz gestielten, unscheinbaren Blüten sind zwittrig mit doppelter Blütenhülle und gelblich, sowie protandrisch. In der weiblichen Phase ist keine Krone mehr vorhanden. Die verwachsenen Kronblätter bilden eine längliche und innen, im unteren Teil feinhaarige Kronröhre mit fünf längeren, länglichen, schmalen und bootförmigen Lappen, welche schraubig und dachig sind. Der fünfteilige Kelch ist grünlich und klein. Der Fruchtknoten ist fast oberständig und zweikammerig, -teilig mit vielen Samenanlagen. Der Griffel ist relativ kurz mit einer kegelförmigen Narbe. Die Staubbeutel sind fast sitzend in der oberen Kronröhre angeheftet. Hinter dem Ansatz der Staubfäden sind kleine Schlitze in der Kronröhre. Es sind Nektarien vorhanden.
Die bräunliche, balgfruchtartige, abgeflachte, holzige, feinwärzliche Frucht ist bei einer Länge von 8–11 Zentimeter und einem Durchmesser von etwa 4–7 Zentimeter schief, elliptisch bis verkehrt-eiförmig mit bis etwa 24 Samen. Die flachen, bis 5–6 Zentimeter großen und hellbraunen Samen sind rundum geflügelt.

Aspidospermin

Die Chromosomenzahl beträgt 2n = 36.

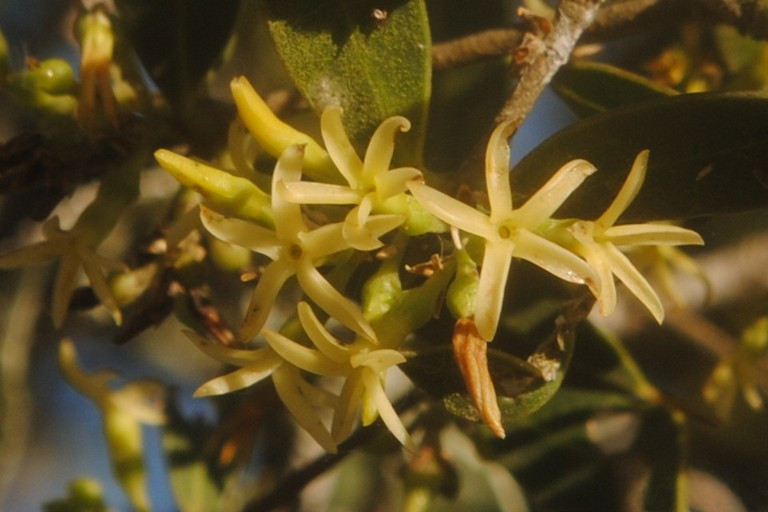
Blütenstand
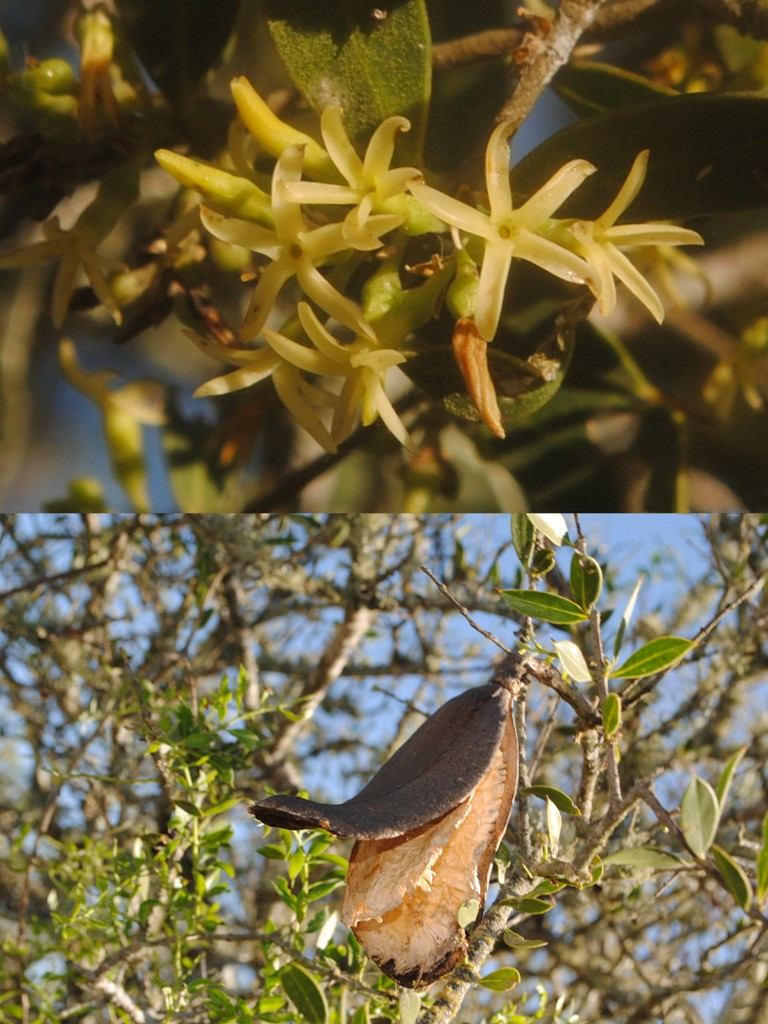
Blüten und reife Frucht
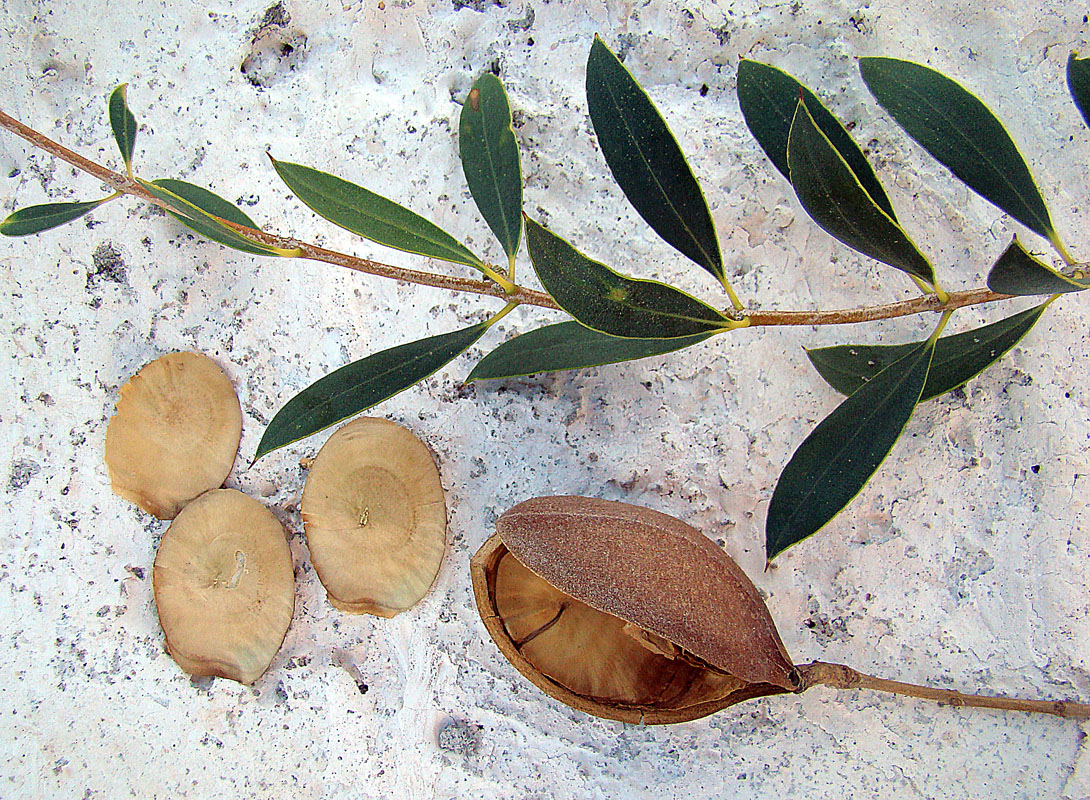
Frucht, Samen und Blätter
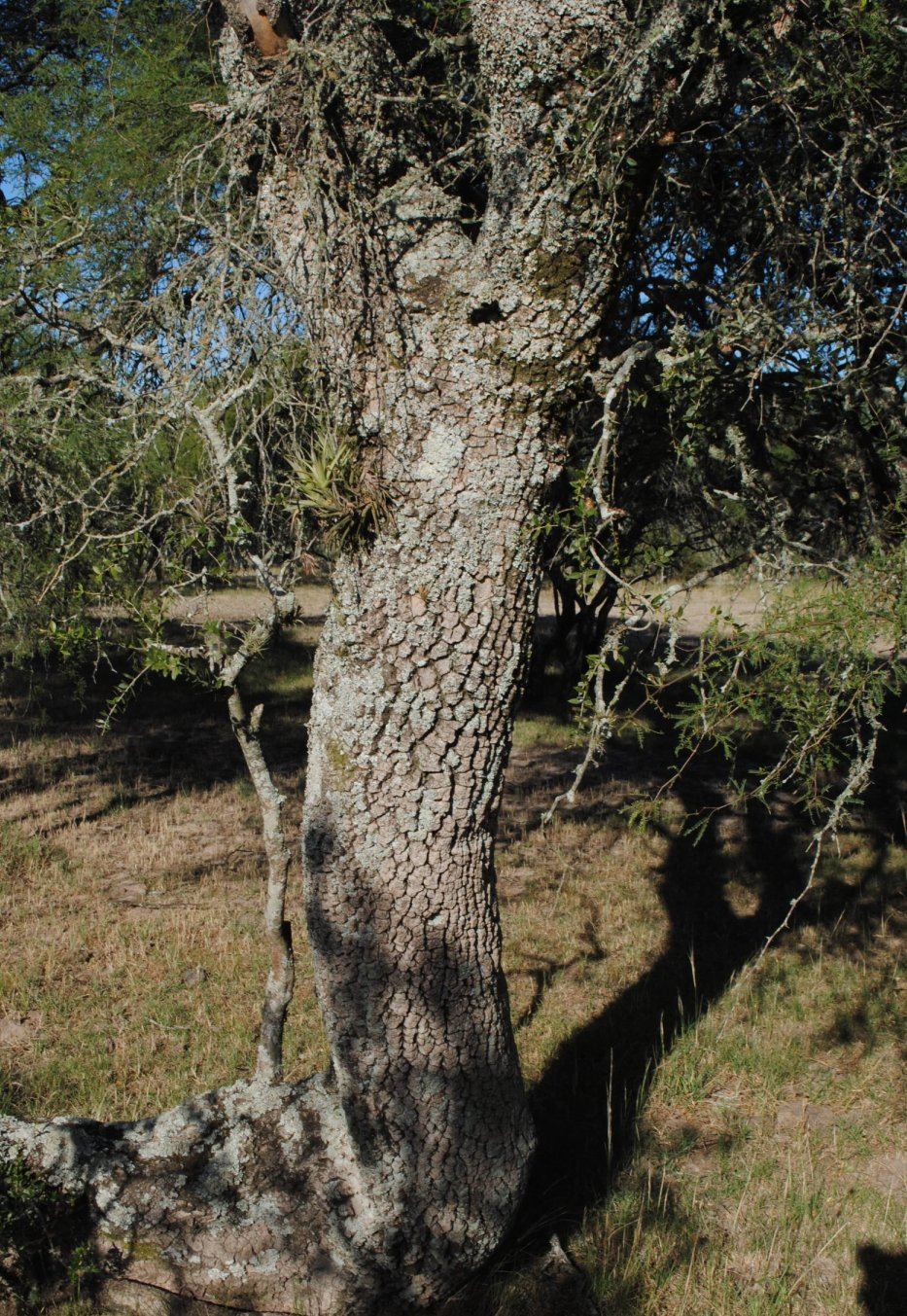
Raue Borke

## Vorkommen
Der Quebrachobaum kommt im südöstlichen Bolivien, in Süd-Brasilien, Nord-Argentinien, Paraguay und Uruguay vor.

## Verwendung
Die bittere Rinde des Quebrachobaums war ein Volksheilmittel gegen Malaria und enthält etwa 1 % Alkaloide, Aspidosperma-Alkaloide, darunter Yohimbin und Aspidospermin. Die Droge ist in wenigen Asthmapräparaten und Hustentropfen enthalten.
Das sehr dichte, schwere (bis etwa 0,85 bis >1,0 g/cm³) und beständige, feste Holz verdient als Ersatz des Buchsbaumholzes für den Holzschnitt Beachtung.

## Taxonomie
Synonyme für Aspidosperma quebracho-blanco Schltdl. sind: Macaglia quebracho (Griseb.) Kuntze, Macaglia quebracho-blanco (Schltdl.) A.Lyons und Aspidosperma quebracho Griseb.